# Adolf Dochow
Adolf Dochow (* 24. September 1844 in Templin; † 20. Dezember 1881 in Halle an der Saale) war ein deutscher Rechtswissenschaftler und Hochschullehrer an der Universität Halle.

## Leben und Werk

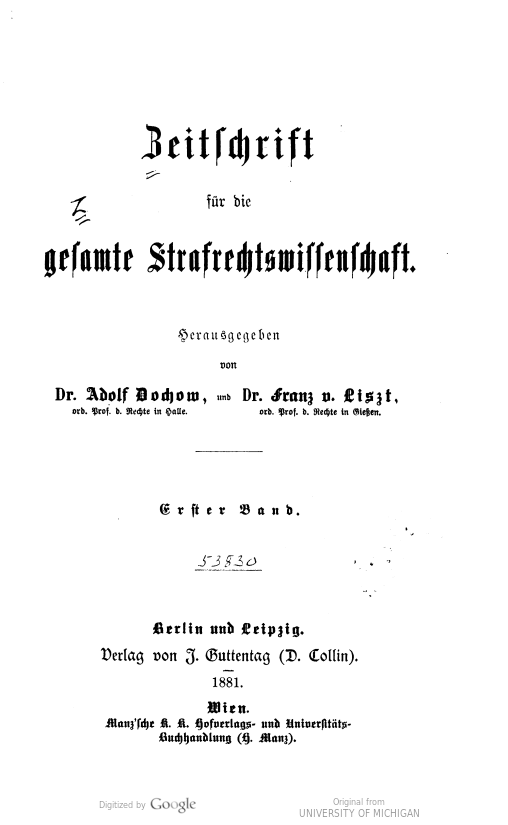
Mitherausgeber der Zeitschrift für die gesamte Strafrechtswissenschaft (1881)

Dochow, der als Fünfjähriger nach dem Tod seines Vaters mit seiner Mutter nach Berlin gezogen war, begann nach dem Abitur am Friedrichswerderschen Gymnasium 1864 ein Studium der Rechtswissenschaften an der Universität Berlin. Er studierte unter anderem auch an den Universitäten Göttingen, Heidelberg und München. 1866 wurde er zum Militärdienst eingezogen und nahm als Gardegrenadier unter dem Herzog zu Mecklenburg am letzten Teil des Deutschen Krieges teil. Aus dem Militärdienst wurde er wegen Kurzsichtigkeit entlassen. 1867 wurde er in Heidelberg zum Dr. iur. promoviert. Im Februar 1869 heiratete er Mathilde Keidel und ließ sich nach einer kurzen Tätigkeit in Jena in Heidelberg als Privatdozent nieder. Dort wurden seine beiden ersten Kinder geboren. 1871 habilitierte Dochow sich mit einer Schrift über das gewohnheits- und gewerbsmäßige Verbrechen und erhielt die Venia legendi für die Fächer Strafrecht und Strafprozessrecht. Er folgte einem Ruf der Universität Halle und wurde dort am 7. August 1872 zum ordentlichen Professor der Rechte ernannt.
Dochow publizierte zu allen Gebieten des Strafrechts. Insbesondere tat er sich hervor durch Beiträge in Holtzendorffs Handbuch zum Strafrecht und seine Schriften über Strafrechtsreformen und die Strafe an sich. Auch Beiträge zum Strafprozess fanden Eingang in sein Œuvre. Darüber hinaus tat er sich auch als Kritiker hervor, der die Schriften anderer zwar radikal, aber gerechtfertigt kritisierte. 1881 war er neben Franz von Liszt Mitherausgeber der neu gegründeten Zeitschrift für die gesamte Strafrechtswissenschaft.
Dochow starb kurz vor Weihnachten 1881 an einem Blutgerinnsel. Er hinterließ seine Frau Mathilde und vier minderjährige Kinder. Deren Vormund wurde sein Freund und Hallenser Kollege Alfred Boretius (erst seit Inkrafttreten des BGB 1900 können Witwen ihre Kinder gesetzlich vertreten).

## Werke (Auswahl)
- Zur Lehre von dem gewerbs- und gewohnheitsmäßigen Verbrechen. F. Mauke, Jena 1871.
- Die Buße im Strafrecht und Strafprozeß. H. Dufft, Jena 1875.
- Der Zeugniszwang. H. Dufft, Jena 1877.
- Der Reichs-Strafproceß nach der Strafproceßordnung für das Deutsche Reich und den ergänzenden Reichsgesetzen systematisch dargestellt. Berlin 1879.